# Джордж і скарби космосу
«Джо́рдж і скарби́ ко́смосу» (англ. George's Cosmic Treasure Hunt) — дитячий науково-фантастичний роман, написаний відомим фізиком-теоретиком Стівеном Гокінґом та його донькою Люсі Гокінґ.

## Про книгу
В українському перекладі Ганни Лелів книга вийшла у «Видавництві Старого Лева».

### Опис до книги
Чому Земля така особлива, що саме на ній зародилося життя? Чи пощастить нам колись познайомитися з прибульцями? Що цікавого знайшли марсоходи на червоній планеті? Які зоряні системи називають потрійними? Відповіді на ці та багато інших питань шукають невгамовні й допитливі дітлахи, мандруючи космосом за допомогою чудо-комп’ютера. Вони сваряться і миряться, радіють і засмучуються, до нестями бояться і виявляють неабияку мужність - ну і, звісно, не завжди прислухаються до настанов дорослих. Але тільки задля того, щоб порятувати рідну планету Земля від страшної й таємничої небезпеки. Тож хутчій розгортай цю захопливу книгу, аби дізнатися, чи їм це вдасться!

### Цікаві факти
У книзі є сторінки «Путівника Всесвітом» у якому чимало наукових фактів. Його подарував Ерік Джорджу. Містяться такі розділи як: Венера, Світло: як воно рухається крізь простір, Рівняння Дрейка, Як роботи мандрують космосом, Космічні винаходи, Двійковий код, Пілотований космічний політ, Як у космосі рухається звук, Титан, Супутники в космосі, Альфа Центавра, 55 Рака.

## Сюжет
Головний герой хлопчик, якого звати Джордж. Він зростає в досить незвичайній сім’ї: його батьки не схвалюють будь-яку техніку, вони все роблять самотужки, ходять на мітинги й постійно намагаються донести до людей думку про те, що Землю потрібно рятувати, поки не стало пізно.
Ерік оголосив, що переїжджає до США, бо отримав роботу у Глобальному космічному агентстві.
Джорджу було нестерпно дивитися, як кожного дня речі з сусіднього будинку пакують, і вивозять. Тому він щодня навідувався до них. Одного разу, Ерік подарував Джорджеві свій дуже дорогий телескоп, та примірник «Путівник Всесвітом», у якому він зібрав розповіді вчених з вечірки, та додав декілька своїх.
Через декілька днів, Джордж отримав листа від Енні, на свій комп'ютер що виграв на шкільному конкурсі.
Джордж прилітає до США. Знайомство Джорджа з Емметом, що у дев'ять років був програмістом. Вона розповіла про те, що комп'ютер Космос на мить запрацював, але на декілька секунд. На його екрані був малюнок, подруга тут же намалювала точнісінько таке зображення на папері. Дівчинка сказала що зараз місяцехід «Гомер» має приземлитися на Марс. Посадка була майже вдалою, бо на тривалий час зв'язок з апаратом було втрачено. Приземлившись, Гомер не слухався центру управління, він розмахував руками, кидався камінцями, та їздив не контролюючись. Енні та Джордж вирішили полагодити Космоса, прилетіти на Марс, та зробити Гомера справним. Увечері, вони зуміли розшифрувати код. Йшлося про те, якщо не полагодити Гомера, то Землю буде знищено.
Прилетівши на червону планету за допомогою суперкомп'ютера Космоса, вони побачили Гомера, той як зазвичай не слухався вказівок. Біля нього були
Після піщаної бурі Еммет відкрив портал на Титан, мовляв, це ще одна планета де можливе життя. Прилетівши на супутник Сатурна, вони виявили там зонд Гюйгенс, що приніс цінну інформацію для людства дослідивши Титан. На ньому Енні та Джордж, виявили продовження шифру.
Після чергового проходу через портал, діти опинилися на ймовірній екзопланеті Альфа Центавра Bb. Несподівано з'явився Ерік, й вони продовжують подорож у 55 Рака f. Виявивши там професора Візока з нанокомп'ютером який був замаскований під хом'ячка під назвою Бублик. На тій планеті, усі дізналися історію про те, чому професора позбулися з Ордену науки.
Повернувшись додому, Джорджеві повідомили, що його тата знайшли у безкрайньому океані, й що скоро хлопчик буде не самотній: у нього народиться сестра. З Глобального космічного агентства сказали, що Гомер знову запрацював, і знайшов на Марсі воду яку скоро доправлять на хімічний дослід.

## Персонажі
- Джордж — головний герой. Друг Енні, та товаришує з Еріком. Разом з Енні відправився рятувати Землю галактикою.
- Енні Белліс — головна героїня та подруга Джорджа, разом з ним подорожувала галактикою у порятунку Землі.
- Еммет — програміст, друг Джорджа та Енні.
- Ерік Белліс — батько Енні, науковець. Приятель Джорджа.
- Сюзан Белліс — мати Енні.
- Мейбл — бабуся Джорджа, разом з ним полетіла у США.
- Дейзі — мати Джорджа.
- Теренс — батько Джорджа
- Ґрем Віздок — головний антагоніст книги, хотів знищити Землю, та завів Енні й Джорджа на околицю Чумацького Шляху. Наприкінці твору став другом Еріка.